# Родригес, Хамес
Ха́мес (Джеймс) Дави́д Родри́гес Ру́био (исп. James David Rodríguez Rubio, американский испанский: [ˈxamez roˈðɾiɣes]; род. 12 июля 1991[…], Кукута) — колумбийский футболист, атакующий полузащитник мексиканского клуба «Леон» и капитан сборной Колумбии.
Лучший бомбардир и член символической сборной чемпионата мира 2014. Обладатель «Премии ФИФА имени Ференца Пушкаша» за лучший гол 2014 года. Лучший игрок Кубка Америки 2024.

## Клубная карьера

### «Энвигадо»
Воспитанник клуба «Энвигадо». В составе молодёжной команды он в 2004 году выиграл Кубок Пони. Во второй половине 2006 года, в возрасте 15-ти лет, Родригес дебютировал в основном составе «Энвигадо». В следующем году забил свой первый мяч на профессиональном уровне. В том же сезоне он помог своей команде выиграть второй дивизион чемпионата Колумбии. А также вызвался в состав юношеской сборной страны, за которую провёл 11 игр и забил 8 голов.

### «Банфилд»
В январе 2008 года Родригес перешёл в аргентинский клуб «Банфилд». 7 февраля 2009 года он дебютировал в составе клуба в матче с «Годой-Крус» (1:1). 27 февраля Хамес забил свой первый мяч в составе команды, поразив ворота «Росарио Сентраль». Родригес таким образом побил сразу два рекорда: он сначала стал самым молодым иностранным игроком в истории аргентинского чемпионата, который дебютировал в матче чемпионата, а затем побил второй рекорд, став самым молодым иностранным игроком, забивавшим в аргентинском первенстве. В Апертуре 2009 Родригес стал твёрдым игроком основы «Банфилда», регулярно выходя на поле. А 26 сентября он забил победный гол в ворота «Ньюэллс Олд Бойз», который принёс команде победу и в чемпионате страны, ставшую первой в многолетней истории клуба.

### «Порту»
В декабре 2009 года Родригесом, считавшимся одним из самых перспективных игроков Южной Америки, серьёзно заинтересовался итальянский клуб «Удинезе», который был готов выплатить 3 млн долларов за 50 % контракта футболиста. Однако сделка сорвалась. 6 июля 2010 года Родригес перешёл в португальский клуб «Порту» за 5,1 млн евро с сохранением «Банфилдом» 30 % прав на игрока. Контракт был подписан на 4 года. 18 июля он дебютировал в составе клуба в товарищеском матче с «Аяксом», в той же игре колумбиец забил и свой первый гол в новой команде, ставший во встрече единственным. Первый мяч Хамес забил в первом официальном матче за «Порту», поразив ворота «Маритиму», в той же игре он сделал две голевые передачи. 15 декабря 2010 года Родригес забил свой первый мяч на европейской арене, поразив ворота софийского ЦСКА. В первом же сезоне вместе с клубом полузащитник отпраздновал победу в Суперкубке Португалии, чемпионате страны и Лиге Европы. 14 июня 2011 года Родригес продлил контракт с клубом до 2016 года; в контракт был включён пункт, по которому потенциальный покупатель футболиста будет вынужден выплатить сумму в 45 млн евро. В следующих двух сезонах Родригес также становился чемпионом Португалии, являясь основным игроком «Порту».

### «Монако»
24 мая 2013 года французский «Монако» купил Родригеса за 45 млн евро и его одноклубника Жоау Моутинью за 25 млн евро. Оба игрока заключили пятилетние соглашения. 10 августа в матче с «Бордо» состоялся дебют колумбийца за «монегасков». 30 ноября Родригес забил первый гол за «Монако», поразив ворота «Ренна». В свой первый и единственный сезон во Франции Родригес не сумел выиграть трофеев, однако его клуб занял 2-е место в чемпионате, а сам полузащитник принял участие практически во всех матчах чемпионата и был одним из лидеров команды.

### «Реал Мадрид»
22 июля 2014 года «Реал Мадрид» официально подтвердил переход Родригеса. По неофициальной информации он подписал соглашение на шесть лет, по которому его ежегодный оклад будет составлять 7 млн евро. Трансфер игрока обошёлся мадридскому клубу примерно в 80 млн евро.

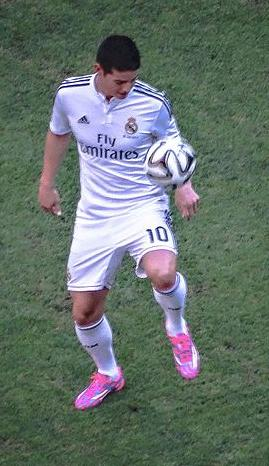
Родригес в составе мадридского «Реала» (2014 год)

12 августа Родригес официально дебютировал за «Реал», выйдя в стартовом составе на матч за Суперкубок УЕФА против «Севильи». 19 августа забил первый гол в ворота «Атлетико Мадрид» в матче за Суперкубок Испании. 16 сентября Родригес дебютировал за «Реал» в Лиге чемпионов против Базеля, забив гол. 20 сентября забил свой первый мяч в Примере в матче против «Депортиво».
Всего же в своём первом сезоне колумбиец 46 раз выходил на поле, забил 17 мячей, заработав награду «лучшего полузащитника лиги».
После того как Родригес остался на скамейке запасных в первом матче своей команды в сезоне 2015/16 против хихонского «Спортинга», он вышел в следующем матче против Бетиса и оформил дубль, сначала забив зрелищным ударом со штрафного, а затем и ударом через себя, а также отдав голевую передачу на Гарета Бейла.
8 сентября во время матча сборной Колумбии против сборной Перу Родригес столкнулся с Хуаном Варгасом, и, несмотря на то, что колумбиец был готов продолжать игру, его заменили в качестве меры предосторожности. 10 сентября «Реал Мадрид» объявил, что у игрока был диагностирован разрыв мышц бедра. 27 октября 2015 года Хамес вернулся к тренировкам.
В этом сезоне Родригес провёл 32 матча во всех турнирах, в забил 8 мячей.
В сезоне 2016/17 сыграл 32 матча, отличившись 11 раз и отдав 13 голевых передач. Несмотря на то, что Родригес регулярно появлялся на поле в составе «Реала», ключевым игроком команды под руководством Зинедина Зидана ему стать не удалось, полузащитник зачастую оставался в тени своих партнёров, что часто вызывало слухи о возможном уходе игрока.
Перед переходом в «Баварию» Родригес подписал новый контракт с «Реалом». Игрок продлил соглашение до 2021 года. Испанский клуб пошёл на такой шаг, чтобы сохранить футболиста, если мюнхенцы решат не выкупать Хамеса. Прежний договор терял юридическую силу летом 2019 года.

#### Аренда в «Баварии»
11 июля 2017 года мюнхенская «Бавария» сообщила о договоренности с «Реалом» об аренде Родригеса на два сезона с последующим правом выкупа. «Бавария» могла выкупить права на футболиста за € 40 млн в 2019 году. Как сообщало издание Marca, при этом зарплата колумбийца составляла € 6 млн. 5 июня 2019 года Хамес прибыл на базу клуба «Реал Мадрид», вернувшись из аренды.

### С 2020 года
7 сентября 2020 года Родригес перешёл в английский клуб «Эвертон», подписав контракт на 2 года с правом клуба продлить его ещё на один сезон. 19 сентября забил свой первый гол за «Эвертон» в ворота «Вест Бромвича».
В сентябре 2021 года подписал трёхлетний контракт с катарским клубом «Эр-Райян».
В 2022—2023 году продолжил карьеру в Греции, в клубе «Олимпиакос» (Пирей).
29 июля 2023 года подписал контракт с бразильским «Сан-Паулу» сроком до 30 июня 2025 года. Однако контракт был досрочно расторгнут после успешно проведенного игроком Кубка Америки, и появившегося интереса к нему в Европе. Откликнувшись на предложение испанского «Райо Вальекано», Хамес вернулся в Мадрид.
Однако не найдя своего места в команде, снова расторг контракт и перебрался в Мексику. С 2025 года Хамес защищает цвета мексиканского «Леона», являясь капитаном команды.

## Карьера в сборной

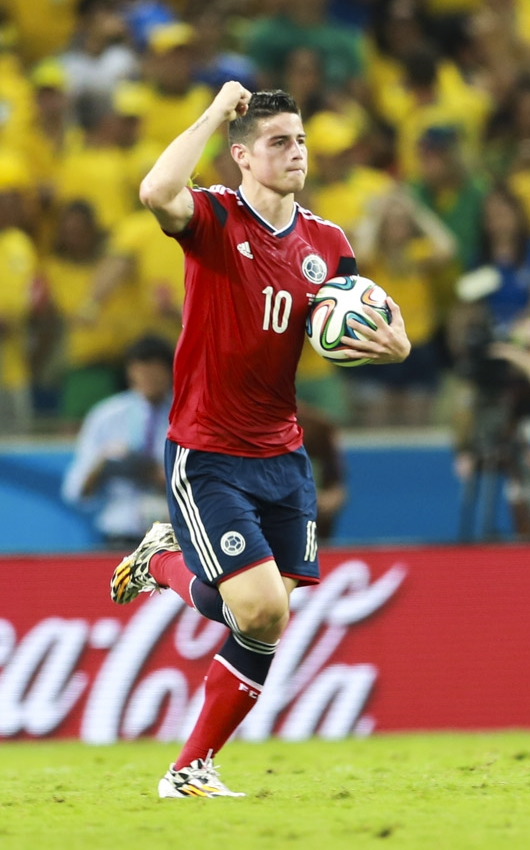
Хамес Родригес в составе сборной Колумбии

В составе национальной сборной Родригес стал одним из самых ярких игроков чемпионата мира 2014 года. Он забивал в каждом из пяти матчей турнира: на групповом этапе — в ворота Греции, Кот-д’Ивуара и Японии (также в этом матче отметился двумя голевыми передачами), в 1/8 финала — в ворота Уругвая (отметился дублем), в 1/4 — Бразилии (с пенальти). По итогам чемпионата Родригес стал лучшим бомбардиром чемпионата (с шестью забитыми мячами) и был включён в состав символической сборной чемпионата.
Летом 2019 года Родригес был приглашён в сборную для участия в Кубке Америки, который состоялся в Бразилии. Во втором матче в группе против Катара он был признан лучшим игроком матча, а команда победила 1:0.
На кубке Америки 2024 года сборная Колумбии во главе с капитаном Хамесом вышла в финал, где проиграла только Аргентине (0:1). По результатам турнира Хамес был признан лучшим игроком. 33-летний полузащитник забил один мяч и сделал шесть результативных передач в шести матчах турнира.

## Достижения

### Командные
«Банфилд»
- Чемпион Аргентины: Апертура 2009

«Порту»
- Чемпион Португалии (3): 2010/11, 2011/12, 2012/13
- Обладатель Кубка Португалии: 2010/11
- Обладатель Суперкубка Португалии (4): 2010, 2011, 2012, 2013
- Победитель Лиги Европы УЕФА: 2010/11

«Реал Мадрид»
- Чемпион Испании (2): 2016/17, 2019/20
- Победитель Лиги чемпионов УЕФА (2): 2015/16, 2016/17
- Обладатель Суперкубка УЕФА (2): 2014, 2016
- Победитель Клубного чемпионата мира (2): 2014, 2016
- Обладатель Суперкубка Испании: 2019/20

«Бавария»
- Чемпион Германии (2): 2017/18, 2018/19
- Обладатель Суперкубка Германии (2): 2017, 2018
- Обладатель Кубка Германии: 2018/19

Сборная Колумбии
- Бронзовый призёр Кубка Америки: 2016
- Вице-чемпион Кубка Америки: 2024

### Личные
- Лучший бомбардир чемпионата мира: 2014
- Входит в состав символической сборной чемпионата мира по версии ФИФА: 2014
- Рекордсмен сборной Колумбии по количеству голов на чемпионатах мира: 6 голов
- Признан человеком года в Колумбии: 2014
- Признан спортсменом года в Америке: 2014
- Обладатель «Премии ФИФА имени Ференца Пушкаша» за лучший гол года: 2014 (в ворота сборной Уругвая на Чемпионате мира 2014)
- Команда года по версии УЕФА: 2015
- Лучший полузащитник Ла Лиги по версии LFP: 2014/15
- Символическая сборная Лиги чемпионов УЕФА: 2017/18
- Лучший игрок Кубка Америки: 2024

## Статистика

### Клубная
| Выступление      | Выступление      | Выступление      | Лига | Лига | Кубки | Кубки | Континент. | Континент. | Прочие | Прочие | Итого | Итого |
| Клуб             | Лига             | Сезон            | Игры | Голы | Игры  | Голы  | Игры       | Голы       | Игры   | Голы   | Игры  | Голы  |
| ---------------- | ---------------- | ---------------- | ---- | ---- | ----- | ----- | ---------- | ---------- | ------ | ------ | ----- | ----- |
| Энвигадо         | Примера B        | 2007             | 8    | 0    | 0     | 0     | 0          | 0          | 0      | 0      | 8     | 0     |
| Энвигадо         | Примера A        | 2008             | 22   | 9    | 0     | 0     | 0          | 0          | 0      | 0      | 22    | 9     |
| Энвигадо         | Итого            | Итого            | 30   | 9    | 0     | 0     | 0          | 0          | 0      | 0      | 30    | 9     |
| Банфилд          | Суперлига        | Кл. 2009         | 12   | 1    | 0     | 0     | 0          | 0          | 0      | 0      | 12    | 1     |
| Банфилд          | Суперлига        | Ап. 2009         | 18   | 3    | 0     | 0     | 0          | 0          | 0      | 0      | 18    | 3     |
| Банфилд          | Суперлига        | Кл. 2010         | 12   | 1    | 0     | 0     | 8          | 5          | 0      | 0      | 20    | 6     |
| Банфилд          | Итого            | Итого            | 42   | 5    | 0     | 0     | 8          | 5          | 0      | 0      | 50    | 10    |
| Порту            | Примейра-лига    | 2010/11          | 15   | 2    | 8     | 3     | 9          | 1          | 0      | 0      | 32    | 6     |
| Порту            | Примейра-лига    | 2011/12          | 26   | 13   | 4     | 0     | 8          | 1          | 0      | 0      | 38    | 14    |
| Порту            | Примейра-лига    | 2012/13          | 24   | 10   | 5     | 1     | 8          | 1          | 1      | 0      | 38    | 12    |
| Порту            | Итого            | Итого            | 65   | 25   | 17    | 4     | 25         | 3          | 1      | 0      | 108   | 32    |
| Монако           | Лига 1           | 2013/14          | 34   | 9    | 4     | 1     | 0          | 0          | 0      | 0      | 38    | 10    |
| Монако           | Итого            | Итого            | 34   | 9    | 4     | 1     | 0          | 0          | 0      | 0      | 38    | 10    |
| Реал Мадрид      | Примера          | 2014/15          | 29   | 13   | 4     | 2     | 9          | 1          | 4      | 1      | 46    | 17    |
| Реал Мадрид      | Примера          | 2015/16          | 26   | 7    | 1     | 0     | 5          | 1          | 0      | 0      | 32    | 8     |
| Реал Мадрид      | Примера          | 2016/17          | 22   | 8    | 3     | 3     | 6          | 0          | 2      | 0      | 33    | 11    |
| Реал Мадрид      | Примера          | 2019/20          | 8    | 1    | 4     | 0     | 2          | 0          | 0      | 0      | 14    | 1     |
| Реал Мадрид      | Итого            | Итого            | 85   | 29   | 12    | 5     | 22         | 2          | 6      | 1      | 125   | 37    |
| → Бавария        | Бундеслига       | 2017/18          | 23   | 7    | 4     | 0     | 12         | 1          | 0      | 0      | 39    | 8     |
| → Бавария        | Бундеслига       | 2018/19          | 20   | 7    | 3     | 0     | 5          | 0          | 0      | 0      | 28    | 7     |
| → Бавария        | Итого            | Итого            | 43   | 14   | 7     | 0     | 17         | 1          | 0      | 0      | 67    | 15    |
| Эвертон          | Премьер-лига     | 2020/21          | 23   | 6    | 3     | 0     | 0          | 0          | 0      | 0      | 26    | 6     |
| Эвертон          | Итого            | Итого            | 23   | 6    | 3     | 0     | 0          | 0          | 0      | 0      | 26    | 6     |
| Эр-Райян         | Старс-лига       | 2020/21          | 0    | 0    | 1     | 0     | 0          | 0          | 0      | 0      | 1     | 0     |
| Эр-Райян         | Старс-лига       | 2021/22          | 12   | 4    | 2     | 1     | 0          | 0          | 0      | 0      | 14    | 5     |
| Эр-Райян         | Старс-лига       | 2022/23          | 1    | 0    | 0     | 0     | 0          | 0          | 0      | 0      | 1     | 0     |
| Эр-Райян         | Итого            | Итого            | 13   | 4    | 3     | 1     | 0          | 0          | 0      | 0      | 16    | 5     |
| Олимпиакос       | Суперлига        | 2022/23          | 20   | 5    | 3     | 0     | 0          | 0          | 0      | 0      | 23    | 5     |
| Олимпиакос       | Итого            | Итого            | 20   | 5    | 3     | 0     | 0          | 0          | 0      | 0      | 23    | 5     |
| Сан-Паулу        | Серия А          | 2023             | 12   | 1    | 0     | 0     | 2          | 0          | 0      | 0      | 14    | 1     |
| Сан-Паулу        | Серия А          | 2024             | 2    | 0    | 0     | 0     | 2          | 0          | 4      | 1      | 8     | 1     |
| Сан-Паулу        | Итого            | Итого            | 14   | 1    | 0     | 0     | 4          | 0          | 4      | 1      | 22    | 2     |
| Всего за карьеру | Всего за карьеру | Всего за карьеру | 369  | 107  | 49    | 11    | 76         | 11         | 11     | 2      | 505   | 131   |

### Международная
| Сборная          | Сезон            | Товарищеские | Товарищеские | Официальные | Официальные | Итого | Итого |
| Сборная          | Сезон            | Игры         | Голы         | Игры        | Голы        | Игры  | Голы  |
| ---------------- | ---------------- | ------------ | ------------ | ----------- | ----------- | ----- | ----- |
| Колумбия         |                  |              |              |             |             |       |       |
| 2011             | 0                | 0            | 3            | 0           | 3           | 0     |       |
| 2012             | 2                | 0            | 5            | 2           | 7           | 2     |       |
| 2013             | 3                | 0            | 7            | 1           | 10          | 1     |       |
| 2014             | 7                | 3            | 5            | 6           | 12          | 9     |       |
| 2015             | 2                | 0            | 6            | 1           | 8           | 1     |       |
| 2016             | 0                | 0            | 12           | 4           | 12          | 4     |       |
| 2017             | 3                | 1            | 5            | 3           | 8           | 4     |       |
| 2018             | 5                | 1            | 3            | 0           | 8           | 1     |       |
| 2019             | 4                | 0            | 4            | 0           | 8           | 0     |       |
| 2020             | 0                | 0            | 4            | 1           | 4           | 1     |       |
| 2021             | 0                | 0            | 2            | 0           | 2           | 0     |       |
| 2022             | 3                | 1            | 4            | 1           | 7           | 2     |       |
| 2023             | 1                | 1            | 6            | 1           | 7           | 2     |       |
| 2024             | 4                | 0            | 6            | 1           | 10          | 1     |       |
| Всего за карьеру | Всего за карьеру | 34           | 7            | 72          | 21          | 106   | 28    |

#### Голы за сборную Колумбии
| #  | Дата             | Место                                                 | Противник   | Гол | Счёт | Соревнование            |
| -- | ---------------- | ----------------------------------------------------- | ----------- | --- | ---- | ----------------------- |
| 1  | 3 июня 2012      | Национальный стадион, Лима, Перу                      | Перу        | 1:0 | 1:0  | ЧМ-2014. Квалификация   |
| 2  | 11 сентября 2012 | Монументаль Давид Арельяно, Сантьяго, Чили            | Чили        | 1:1 | 3:1  | ЧМ-2014. Квалификация   |
| 3  | 6 сентября 2013  | Метрополитано Роберто Мелендес, Барранкилья, Колумбия | Эквадор     | 1:0 | 1:0  | ЧМ-2014. Квалификация   |
| 4  | 5 марта 2014     | Корнелья-Эль Прат, Барселона, Испания                 | Тунис       | 1:0 | 1:1  | Товарищеский матч       |
| 5  | 6 июня 2014      | Нуэво Гасометро, Буэнос-Айрес, Аргентина              | Иордания    | 1:0 | 3:0  | Товарищеский матч       |
| 6  | 14 июня 2014     | Минейран, Белу-Оризонти, Бразилия                     | Греция      | 3:0 | 3:0  | ЧМ-2014. Групповой этап |
| 7  | 19 июня 2014     | Национальный стадион, Бразилиа, Бразилия              | Кот-д’Ивуар | 1:0 | 2:1  | ЧМ-2014. Групповой этап |
| 8  | 24 июня 2014     | Арена Пантанал, Куяба, Бразилия                       | Япония      | 4:1 | 4:1  | ЧМ-2014. Групповой этап |
| 9  | 28 июня 2014     | Маракана, Рио-де-Жанейро, Бразилия                    | Уругвай     | 1:0 | 2:0  | ЧМ-2014 (1/8 финала)    |
| 10 | 28 июня 2014     | Маракана, Рио-де-Жанейро, Бразилия                    | Уругвай     | 2:0 | 2:0  | ЧМ-2014 (1/8 финала)    |
| 11 | 4 июля 2014      | Кастелан, Форталеза, Бразилия                         | Бразилия    | 1:2 | 1:2  | ЧМ-2014 (1/4 финала)    |
| 12 | 14 октября 2014  | Ред Булл Арена, Гаррисон, США                         | Канада      | 1:0 | 1:0  | Товарищеский матч       |
| 13 | 12 ноября 2015   | Национальный стадион, Сантьяго, Чили                  | Чили        | 1:1 | 1:1  | ЧМ-2018. Квалификация   |
| 14 | 24 марта 2016    | Эрнандо Силес, Ла-Пас, Боливия                        | Боливия     | 1:0 | 3:2  | ЧМ-2018. Квалификация   |
| 15 | 4 июня 2016      | Ливайс, Санта-Клара, США                              | США         | 2:0 | 2:0  | Кубок Америки 2016      |
| 16 | 7 июня 2016      | Роуз-боул, Пасадина, США                              | Парагвай    | 2:0 | 2:1  | Кубок Америки 2016      |
| 17 | 1 сентября 2016  | Метрополитано Роберто Мелендес, Барранкилья, Колумбия | Венесуэла   | 1:0 | 2:0  | ЧМ-2018. Квалификация   |
| 18 | 23 марта 2017    | Метрополитано Роберто Мелендес, Барранкилья, Колумбия | Боливия     | 1:0 | 1:0  | ЧМ-2018. Квалификация   |
| 19 | 28 марта 2017    | Олимпико Атауальпа, Кито, Эквадор                     | Эквадор     | 1:0 | 2:0  | ЧМ-2018. Квалификация   |
| 20 | 13 июня 2017     | Колисеум Альфонсо Перес, Хетафе, Испания              | Камерун     | 1:0 | 4:0  | Товарищеский матч       |
| 21 | 10 октября 2017  | Национальный стадион, Лима, Перу                      | Перу        | 1:0 | 1:1  | ЧМ-2018. Квалификация   |
| 22 | 11 октября 2018  | Рэймонд Джеймс Стэдиум, Тампа, США                    | США         | 1:0 | 4:2  | Товарищеский матч       |
| 23 | 17 ноября 2020   | Родриго Пас Дельгадо, Кито, Эквадор                   | Эквадор     | 1:4 | 1:6  | ЧМ-2022. Квалификация   |